# Proponent for Sentience
Proponent for Sentience četvrti je studijski album američkog death metal-sastava Allegaeon. Album je 23. rujna 2016. godine objavila diskografska kuća Metal Blade Records. 

## O albumu
Ovo je prvo glazbeno izdanje sastava na kojem je sudjelovao pjevač Riley McShane te ujedno i prvo na kojem se pojavljuju čisti vokali. Ovo je posljednji album na kojem je sudjelovao basist Corey Archuleta, koji je izjavio kako će napustiti grupu krajem 2016.
Producent albuma bio je Dave Otero, koji je producirao debitantski album skupine i prethodno glazbeno izdanje, Elements of the Infinite.

## Objava
"Gray Matter Mechanics – Apassionata Ex Machinea" bio je prvi singl s albuma te je bio objavljen 14. srpnja 2016. Ova je pjesma označila početak rada sastava s novim pjevačem Rileyjem McShaneom. Dana 10. kolovoza grupa je objavila drugi singl pod imenom "Proponent for Sentience III – The Extermination" na kojem se pojavljuju Björn "Speed" Strid iz sastava Soilwork kao gostujući pjevač te Benjamin Ellis iz sastava Scar Symmetry u ulozi gostujućeg gitarista. Dana 23. kolovoza Allegaeon je objavio obradu pjesme "Subdivisions" koju izvorno izvodi kanadski progresivni rock sastav Rush. Tjedan dana kasnije, 30. kolovoza, bio je objavljen glazbeni spot za pjesmu "All Hail Science"; spot je bio snimljen u pivovari Black Sky Brewery u Denveru, Coloradu.
Pjesme s albuma 21. su rujna izvorno bile objavljene tijekom streaming opcije na stranici MetalSucks. Sam je album bio objavljen dva dana kasnije pod licencijom Metal Blade Records.

## Popis pjesama
| 1.    | »Proponent for Sentience I - The Conception«      | 6:23 |
| 2.    | »All Hail Science«                                | 3:24 |
| 3.    | »From Nothing«                                    | 5:00 |
| 4.    | »Gray Matter Mechanics - Apassionata ex Machinea« | 8:18 |
| 5.    | »Of Mind and Matrix«                              | 5:33 |
| 6.    | »Proponent for Sentience II - The Algorithm«      | 8:19 |
| 7.    | »Demons of an Intricate Design«                   | 4:25 |
| 8.    | »Terrathaw and the Quake«                         | 6:10 |
| 9.    | »Cognitive Computations«                          | 5:58 |
| 10.   | »The Arbiters«                                    | 6:11 |
| 11.   | »Proponent for Sentience III - The Extermination« | 6:59 |
| 12.   | »Subdivisions« (obrada Rusha)                     | 5:25 |
| 72:05 |                                                   |      |

## Recenzije
Album je uglavnom zadobio pozitivne kritike. Pišući recenziju albuma za časopis Metal Hammer, Jason Hicks je dodijelio albumu tri i pol zvjezdice od pet; izjavio je kako je produžena flamenco glazbena dionica pri kraju pjesme "Gray Matter Mechanics" mogla potencijalno biti neskladna te je komentirao kako je koncept znanosti koju donosi album "gotovo isti", ali je pohvalio glazbene sposobnosti članova sastava i McShaneove vokale, pogotovo na prvoj pjesmi s albuma - "Proponent for Sentience I – The Conception". New Noise je dodijelio albumu četiri od pet zvjezdica te je kritizirao njegovo trajanje od 72 minute, pritom izjavljujući kako su neki dijelovi skladbi ispodprosječni, ali je komentirao kako je album "Allegaeonovo najbolje i najpotpunije djelo do danas". Recenzent je također pohvalio pjesmu "Proponent for Sentience III – The Extermination", izjavljujući kako zvuči "kao prirodni završetak [albuma, što se vidi] iz njenih savršenih melodija i zastrašujućih trenutaka".

## Zasluge
| Allegaeon - Corey Archuleta – prateći vokali, bas-gitara - Greg Burgess – gitara - Brandon Park – bubnjevi - Michael Stancel – gitara - Riley McShane – vokali | Dodatni glazbenici - Ben Ellis – solo gitara (na pjesmi 11) - Björn "Speed" Strid – vokali (na pjesmi 11) - Joe Ferris – orkestracija Ostalo osoblje - Dave Otero – produkcija, snimanje, miksanje, mastering - Sam Nelson – naslovnica, ilustracije |